# Serre-les-Moulières
Serre-les-Moulières – miejscowość i gmina we Francji, w regionie Burgundia-Franche-Comté, w departamencie Jura.
Według danych na rok 1990 gminę zamieszkiwało 139 osób, a gęstość zaludnienia wynosiła 25 osób/km² (wśród 1786 gmin Franche-Comté Serre-les-Moulières plasuje się na 604. miejscu pod względem liczby ludności, natomiast pod względem powierzchni na miejscu 761.).